# Демографија Сједињених Америчких Држава
Према процени од 1. новембра 2012, Сједињене Државе имају око 314.791.000 становника. Према федералном статистичком бироу главне расне групе су белци, црнци, хиспаноамериканци (етничка, не расна одредница), азијати и амерички староседеоци (Индијанци, Ескими и др.). 373.949 држављана САД говори неки од домородачких језика као матерњи, а најраспрострањенији је језик навахо (170.822).
Белци чине 72,4% становништва Сједињених Држава, црнци чине 12,6% становништва, азијати чине 4,8% становништва, а амерички староседеоци тек 0,9%.
2000. године Американци су се изјашњавали о свом пореклу: 15,2% су пореклом Немци, 10,8% Ирци, 8,7% Енглези, 7,2% „Американци“ (одбили су да се изјасне о пореклу), 6,0% бели хиспаноамериканци (углавном Шпанци), 5,6% Италијани, 3,2% Пољаци, 3,0% Французи, 1,7% Шкоти, 1,6% Холанђани, 1,6% Норвежани, 1,5% Шкоти из Алстера, 1,4% Швеђани, 0,9% Руси и 0,8% француски Канађани.
Хиспаноамериканци чине 16,4% становништва и они долазе из Шпаније, као и разних земаља Централне и Јужне Америке. Они нису раса, већ етничка група. Већина су Мексиканци који такође чине већину у неким савезним државама на југозападу САД.
Што се тиче религије, 2001. године већина Американаца (51,3%) су протестанти, 23,9% католици, 16,1% не припада одређеној вери и 1,7% су Јевреји. Муслимани и будисти чине мање од 1% укупног становништва.
Од укупног броја становника, мушкараца има 48,8%, а жена 51,2%. Густина насељености износи око 30 становника на квадратни километар, где у градовима живи 80%, а у селима 20% становништва. Сједињене Државе имају око 97 милиона домаћинстава, у којима просечно живи 3,26 чланова. Белци мушкарци доживе просечно 73 године, а жене 80 година. Обојени мушкарци доживе 68, а жене 77 година живота.